# ريميني

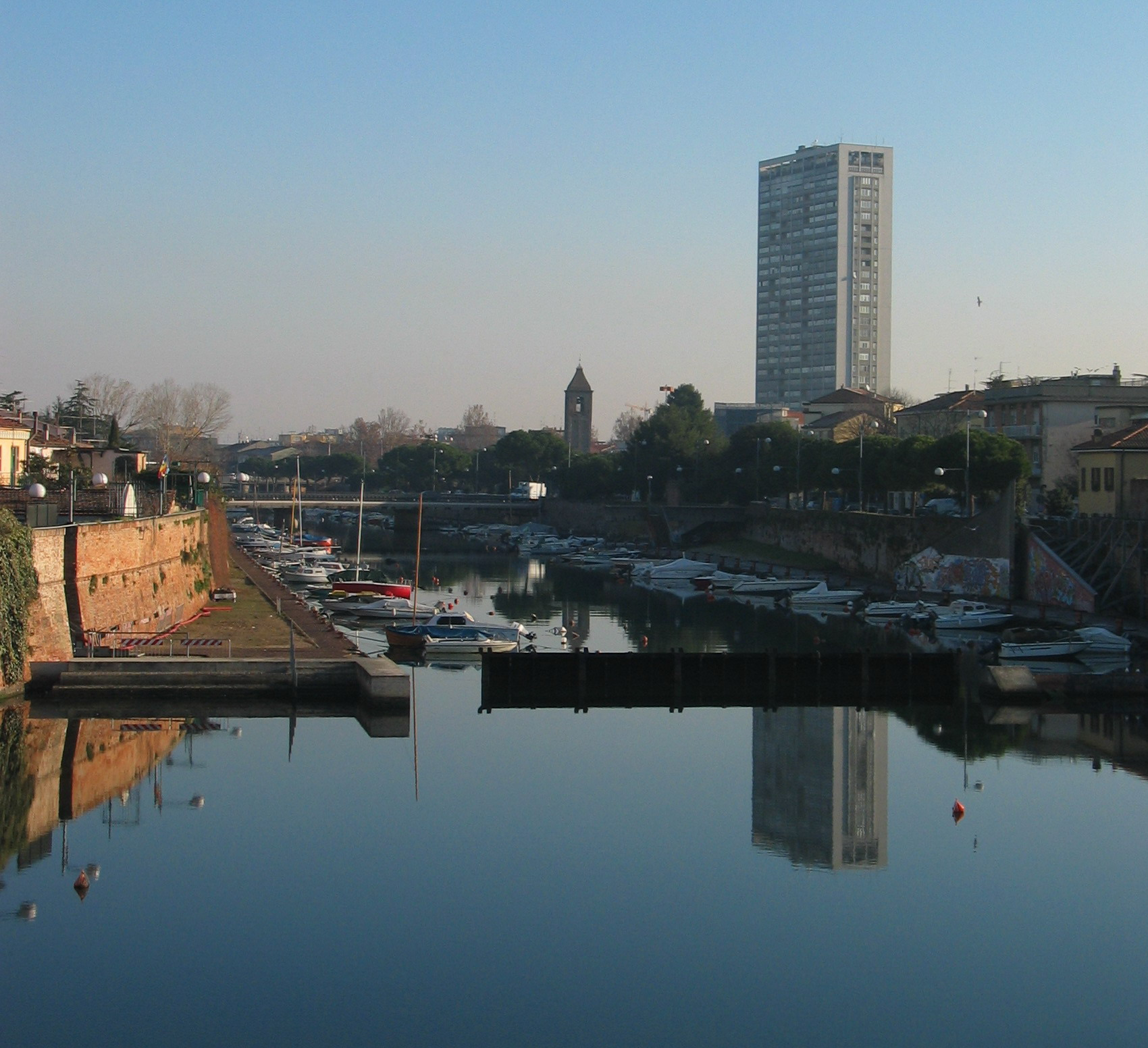
ريميني

اريمني أو اريمنيس أو ريميني (بالإيطالية: Rimini)‏. مدينة إيطالية بإقليم إميليا-رومانيا وعاصمة مقاطعة ريميني، يبلغ عدد سكانها 138.148 نسمة.
تعد هنا الملاحة وصيد الأسماك صناعات تقليدية. تشكل مع ريتشوني وكاتوليكا وجهة سياحة بحرية في غاية الأهمية إيطالياً وأوروبياً عموماً (خاصة السياح القادمين من ألمانيا وفي السنوات الأخيرة من شرق أوروبا).
ثروات ريميني السياحية بدأت في القرن التاسع عشر.

## السكان
في سنة 1861 بلغ عدد السكان 27٬996 نسمة، وتطور العدد ليصل في سنة 2011 لـ 139٬601 نسمة.
يظهر هذا المخطط البياني تطور النمو السكاني لـ ريميني

## الجغرافيا
تقع ريميني في منطقة سهلية على ساحل بحر البنادقة في الجزء الجنوبي الشرقي من إقليم إميليا رومانيا. وبها نهران : أوزا وماركلة، الذي ينسب له اسم هذا الجزء من المقاطعة (فالماركلة، الجزء الآخر يسمى فالكونكا، نسبة لمسار مائي آخر). عُدِّل مسار نهر ماركلة قبل سنوات للتخلص من الفيضانات الدورية. تم استصلاح الجزء الأخير من النهر بالكامل : كان مستنقعاً (حتى داخل المدينة) هو الآن حديقة خضراء شاسعة تعبرها مسارات للدراجات الهوائية، وزُودت بمساحات لعب للأطفال وبحيرة اصطناعية، في حين تم الإبقاء على المصب مغموراً حتى وإن كان على شكل قناة «عمياء» بطول حوالي 500 م، ليستمر مرفأ المدينة القنالي في الحياة.
و هي أقرب المدن الإيطالية إلى جمهورية سان مارينو، التي يربطها بها طريق سريع أُنشأ بتمويل أمريكي بعد الحرب العالمية الثانية فوق الطريق القديمة. يتمثل الساحل بشاطئ طويل جداً، وحيث المياه ضحلة مما جعله مناسباً للسياحة البحرية.

## التاريخ

### التاريخ القديم
عاش الإنسان البدائي منذ 800000 عام في المنطقة الساحلية بقِدَم تلة كوفينيانو.
أسس الرومان مستعمرة أريمينوم Ariminum في عام 268 ق.م عند مصب نهر أريمنيس (يعرف حاليا باسم ماركلة)، في منطقة سكنها سابقاً الإتروسكان والأومبريين والإغريق والغال. اعتبرت حصناً ضد الغزو الغالي وكذلك نقطة انطلاق للاستيلاء على وادي بو. كانت ريميني نقطة تقاطع طرق تتصل بوسط إيطاليا (طريق فلامينيا) وشمال إيطاليا (طريق إميليا المؤدي إلى بياشنسا وطريق بوبيليا) كما أنفتحت تجارياً عبر البحر والنهر.
أخذها الغال في القرن السادس قبل الميلاد ؛ وبعد هزيمتهم الأخيرة (283 ق.م)، عادت للأومبريين وأصبحت مستعمرة لاتينية عام 263 ق.م، ساعدت الرومان كثيراً خلال حروب الغالية المتأخرة.
شاركت المدينة في الحروب الأهلية ولكنها ظلت وفية للحزب الأكثر شعبية وقادته، أولا لغايوس ماريوس ثم ليوليوس قيصر. بعد اجتياز الروبيكوني وجه هذا الأخير نداءه الأسطوري إلى الجحافل في ساحة ريمينى الرومانية.

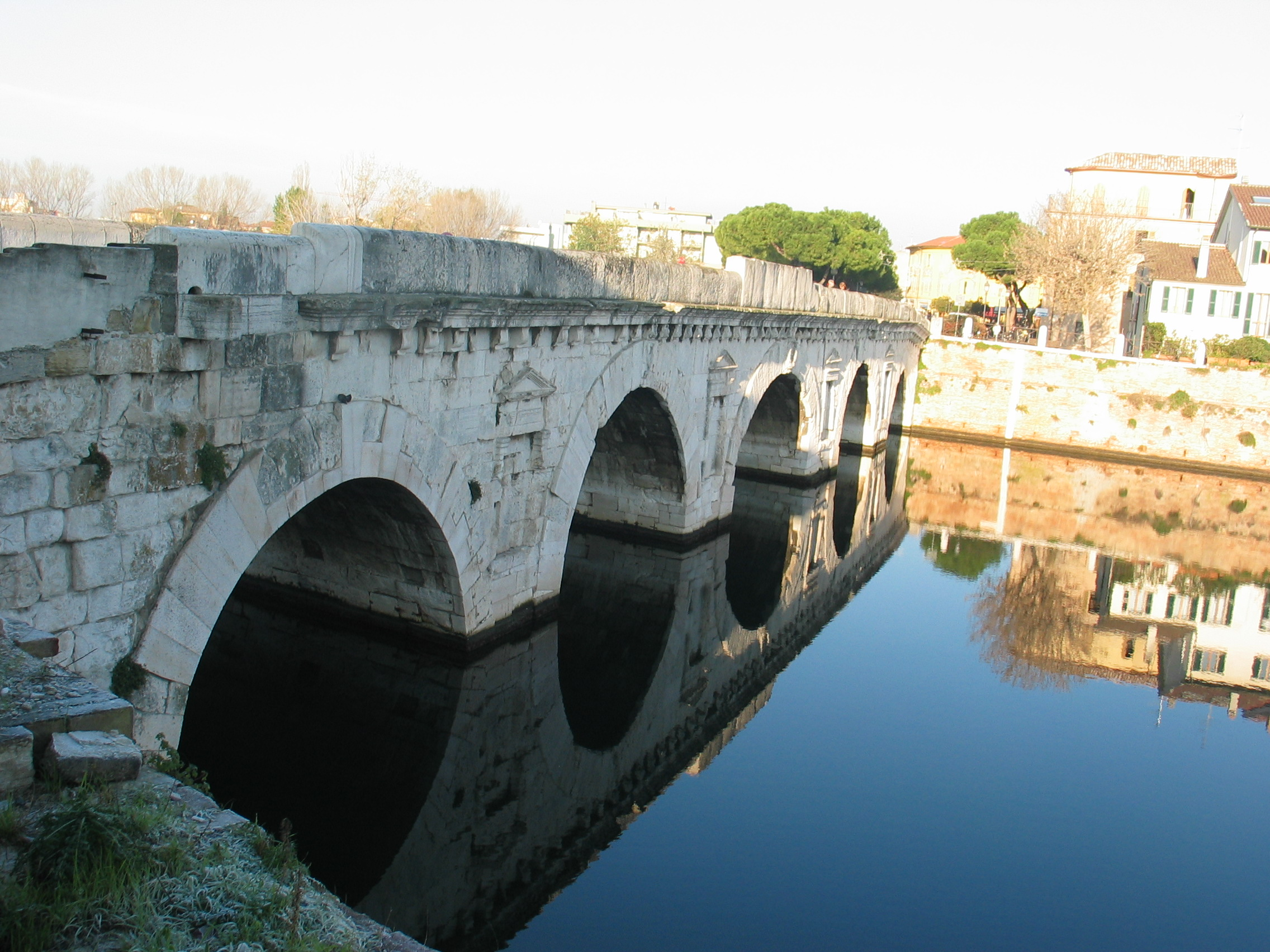
جسر تيبيريو

استرعت ريميني اهتمام العديد من الأباطرة، خصوصاً أوغسطس الذي عمل الكثير للمدينة وهادريان، وعاشت فترة عظيمة من تاريخها، مجسدةً في تشييد معالم مرموقة مثل قوس أوغسطس وجسر تيبيريو والمدرج، وقد بَنَت غالا بلاسيديا كنيسة سانتو ستيفانو.
شهد العالم الروماني أزمة مدمـّرة تسببت فيها الحروب والغزوات، وساهمت فيها أيضا قصور قادة الإمبراطورية والكنائس الأولى، رمز انتشار المسيحية والتي عقدت في مجلساً هاماً لها في ريميني عام 359.

### العصور الوسطى
باستيلاء القوط الشرقيين بقيادة ثيودوريك العظيم على ريميني سنة 493 أُحكم الحصار على أودواكر في رافينا فاضطر إلى الإذعان.
أخذت ريميني واستـُعيدت مرات عديدة خلال الحرب القوطية. في جوارها صدّ الجنرال البيزنطي نارسيس هجوم الألامانيين عام 553. تحت الهيمنة البيزنطية انتمت ريميني إلى البينتابولس جزءاً من إكسرخسية رافينا.
عام 728 بسط ليوتبراند ملك اللومبارديين سيطرته عليها مع العديد من المدن الأخرى، بيد أنها عادت إلى البيزنطيين حوالي عام 735. أعطاها الملك بيبين القصير للدولة البابوية، ولكنّها أثناء حروب البابوات والمدن الإيطالية ضد الأباطرة، صفت إلى جانب الأباطرة.
عانت ريميني في القرن الثالث عشر من النزاعات بين عائلتي غامباكاري أنسيديي. صارت المدينة بلدية في القرن الرابع عشر، وبأوامر دينية بنيت العديد من الأديرة والكنائس، موفرةً عملاً لكثير من الفنانين المشهورين. وفي الواقع ألهم الفنان جوتو دي بوندوني مدرسة ريميني في القرن الرابع عشر والتي كانت تعبيراً عن اختمار ثقافي أصلي.

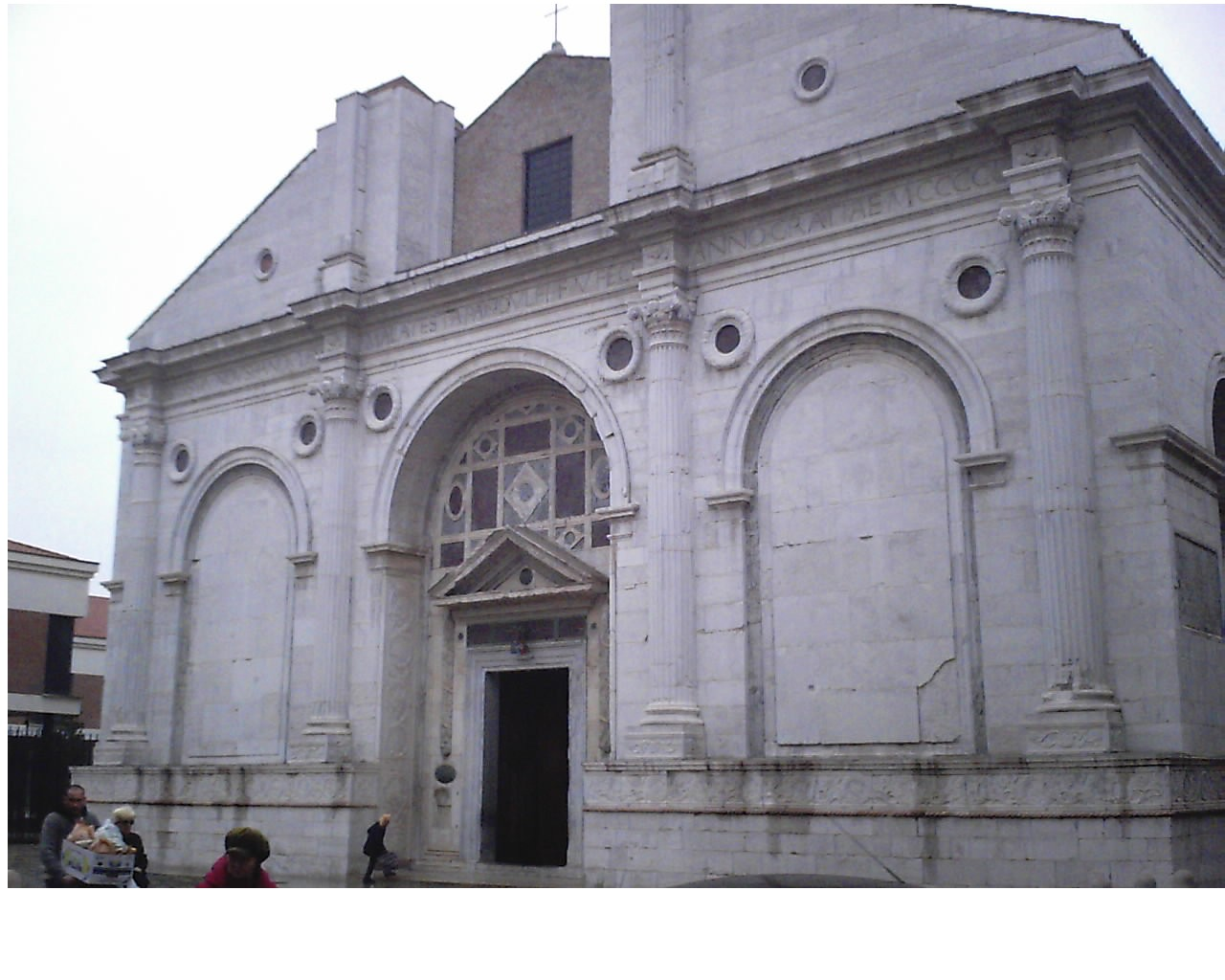
كاتدرئية تيمبيو مالاتيستيانو

بزرعت عائلة مالاتيستا في الصراعات بين فصائل البلدية من خلال مالاتيستا دا فيروكيو، والذي سـُميَ بودستا على المدينة عام 1239. ورغم بعض التقطعات أمسكت عائلته بالسلطة حتى عام 1528. وفي عام 1312 خلفه مالاتيستا الثاني أول سيد (signore) للمدينة، وشقيقه باندولفو الأول سمـّاه الإمبراطور لويس البافاري نائب إمبراطورياً في منطقة رومانيا الإيطالية. عُورِضَ فيرانتينو ابن مالاتيستا الثاني (1335) من قِبَل ابن عمه رامبيرتو ومن قبل الكاردينال بيرتاندو دل بودجيتو (1331) مندوب البابا يوحنا الثاني والعشرين. كان مالاتيستا الثالث (1363) أيضا سيد بيزارو. وقد خلفه مالاتيستا الرابع أونغارو (1373)، وغاليوتو الأول عم السابق (1385) وكان أيضاً حاكم فانو (من 1340)، ثم بيزارو وتشيزينا (1378).
و كان ابنه كارلو الأول مالاتيستا أحد أكثر الكوندوتييريين المحترمين في زمنه، وقد وسـّع الممتلكات الريمينية حتى لومبارديا وجَـدّد الميناء. مات كارلو دون ذرية في سنة 1429، فانقسمت السيادة إلى ثلاثة أجزاء، وذهبت ريميني إلى غاليوتو روبيرتو الذي عجز تماما عن أداء هذا الدور. فحاول الفرع البيزاري من آل مالاتيستا استغلال ضعفه للاستيلاء على المدينة، ولكن سيجيسموندو باندولفو مالاتيستا ابن أخ كارلو تدخل لإنقاذها والذي كان آنذاك في الرابعة عشرة من عمره. اعتزل غاليوتو في الدير وتحصـّل سيجيسموندو على حكم ريميني.

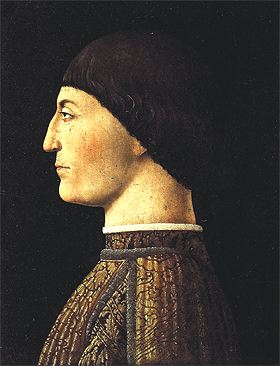
سيجيسموندو باندولفو مالاتيستا «ذئب ريميني» من رسم بييرو ديلا فرانشيسكا - متحف اللوفر

و كان سيجيسموندو باندولفو أشهر سـادة ريميني. في سنة 1433 أقام الإمبراطور سيغيسموند في المدينة وكان لبعض الوقت القائد الأعلى للجيوش البابوية. لطالما تصرف الجنرال الماهر ككوندوتييرو لحساب الدول أخرى لكسب المال لتزيينها (كما كان شاعراً). وقد أعاد بناء كاتدرئية تيمبيو مالاتيستيانو الشهيرة بإشراف ليوني باتيستا ألبيرتي. ولكن بعد صعود البابا بيوس الثاني اضطر للقتال باستمرار من أجل استقلال المدينة. وفي سنة 1463 اضطر للخضوع لبيوس الثاني الذي ترك له ريميني وأكثر قليلا ؛ ابنه روبيرتو مالاتيستا (1482) كاد أن يخسر دولته في عهد البابا بولس الثاني، ولكنـّه في ظِـل البابا سيكتوس الرابع صار قائد الجيش البابوي ضد قوات فرديناندو الأول ملك نابولي، وانتصر عليهم في معركة كامبومورتو (1482). فقد ابنه باندولفو الرابع (1500) ريميني لصالح تشيزري بورجا، ثم تركها تسقط بيد البندقية (1503-1509)، ولكن البابا يوليوس الثاني استعادها وضمها إلى الدولة البابوية. بعد وفاة البابا لاون العاشر، عاد باندولفو لعدة أشهر، وحكم مع ابنه سيجيسموندو. طرده البابا هدريانوس السادس مرة أخرى وأعطى ريمينى إلى دوق أوربينو نائب البابا في منطقة رومانيا الإيطالية. وفي عام 1527 تمكن سيجيسموندو من استعادة المدينة، ولكن في العام التالي تلاشت سيادة آل مالاتيستا إلى الأبد.

### العصر الحديث

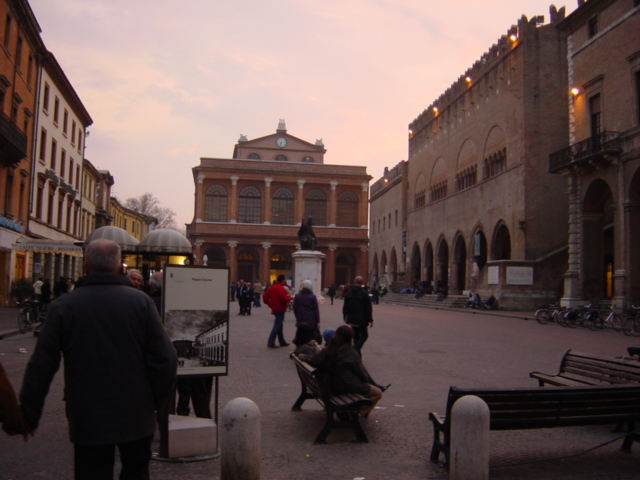
ساحة كافور.

صارت ريميني بداية القرن السادس عشر مدينة ثانوية في الدولة بابوية، بحكومة محلية يقودها مندوب بابوي (Legatus Pontificius). قبل نهاية القرن السادس عشر أعيد تصميم ساحة البلدية (ساحة كافور) حتى بلغ حدها موقع مسرح بوليتي الذي بُـنِـيَ لاحقاً. وفي سنة 1614 وُضِـع تمثال البابا بولس الخامس بمنتصف الساحة بجوار النافورة.
و أيضاً في القرن السادس عشر، خضعت الساحة الكبرى (تعرف الآن بساحة الشهداء الثلاثة تكريماً لثلاثة مدنيين شنقهم النازيون المتقهقرون في نهاية الحرب العالمية الثانية) لتغييرات مختلفة، والتي أقيمت فيها أسواق وبطولات. وقد بُـنِـيَ على سبيل المثال : معبد صغير كـُرس للقديس أنطونيو دي بادوفا، وبرج الساعة مُعطِياً الساحة شكلها وحجمها الحاليين.
حتى القرن الثامن عشر، خـَرّبَت المدينة اجتياحات الجيوش والزلازل والمجاعات والفيضانات وهجمات القراصنة. في هذه الحالة الكئيبة وبسبب انهاك الاقتصاد المحلي، أخذ صيد الأسماك أهمية كبرى، ويشهد على هذه الحقيقة تشييد المباني الوظيفية مثل سوق السمك والمنارة.
في سنة 1797، تأثرت ريميني كما بقية منطقة رومانيا بمرور القوات الفرنسية وأصبحت جزءاً من الجمهورية الألبية. قمعت الحكومة النابليونية النظام الرّهباني، وصادرت ممتلكاتهم وبالتالي تبديد تراث كبير، وهدم العديد من الكنائس بما في ذلك كاتدرائية سانتا كولومبا القديمة. في الثلاثين من آذار مارس سنة 1815 وجّه جواكينو مورات خطابه إلى الشعب الإيطالي من ريميني، محرضاً إيّهم على الوحدة والاستقلال. في سنة 1845 دخلت المدينةَ زمرة ُمغامرين بقيادة ريبورتي وأعلنت دستوراً ما لبث أن أُلغي. واتحدت ريميني ومنطقة رومانيا بمملكة إيطاليا الموحدة عام 1860.
تعطينا القصور التي بنيت على طول شارع أوغوستو فكرةً عن المدينة في القرن التاسع عشر وخاصة المسرح، الذي صممه لويجي بوليتي ناجحاً في ترجمة طموحات الطبقات الحاكمة في شكل تقليدي حديث.

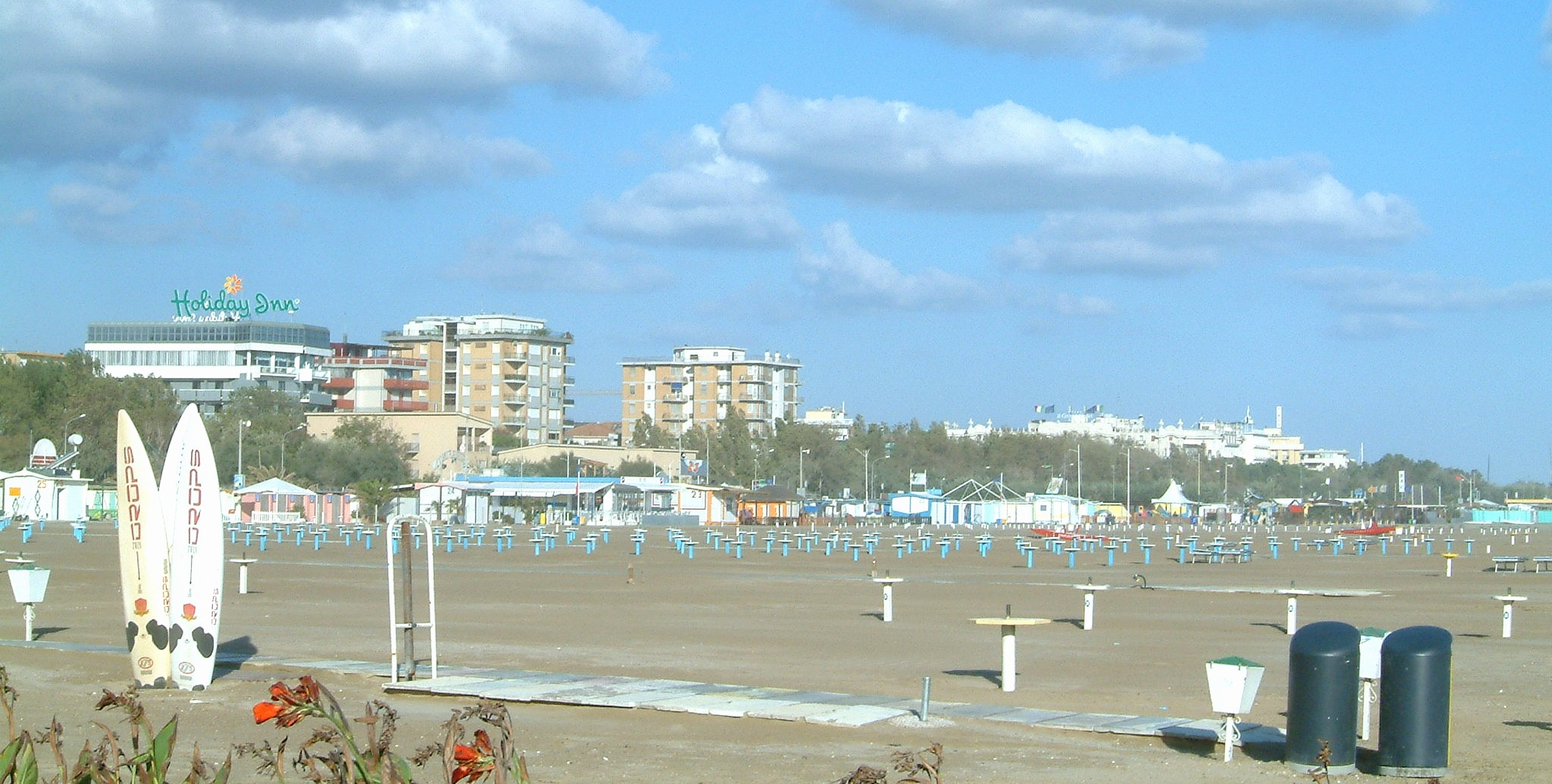
شاطئ ريميني

بيد أن أكبر عنصر ثوري للمدينة كان تأسيس أول مؤسسة اصطياف ومنتجع في سنة 1843، شـُيّد لاستضافة المناسبات الاجتماعية ذات الأبهة، وأصبح رمزاً لسياحة ريميني. في غضون بضع سنوات، خضعت المارينا لقدر كبير من بناء مما جعل ريميني 'مدينة الفيلات الصغيرة'. في بداية القرن العشرين، بُـنِـيَ الغراند أوتيل، أول مرافق الإقامة المهمة بالمدينة، بالقرب من الشاطئ، وسرعان ما أصبح شعار لنوع جديد من السياحة.
مزّق القصف الثقيل المدينة خلال الحرب العالمية الثانية ولمرورها أمام وعلى طول ما عُرف بالخط القوطي ولكن بعد التحرير في يوم 21 سبتمبر ايلول 1944، بدأت عملية إعادة إعمار كبيرة، أدت إلى ازدهار كبير في اقتصاد المدينة السياحي والذي خلق واقعاً حضارياً جديداً.
أقيمت مسابقة بطولة مستر أولمبيا في ريميني سنة 1989.

### معرض الصور

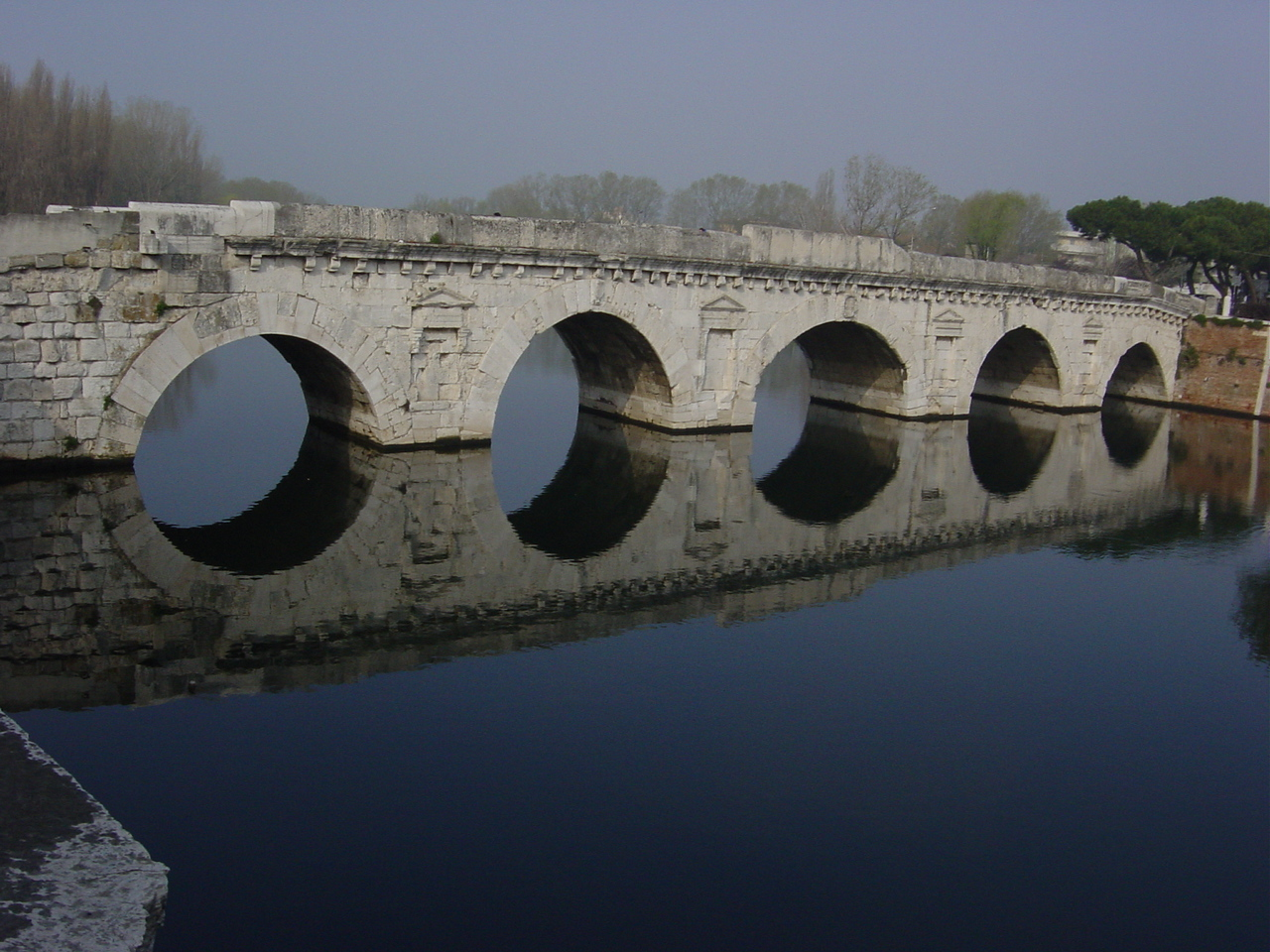
Ponte Tiberio
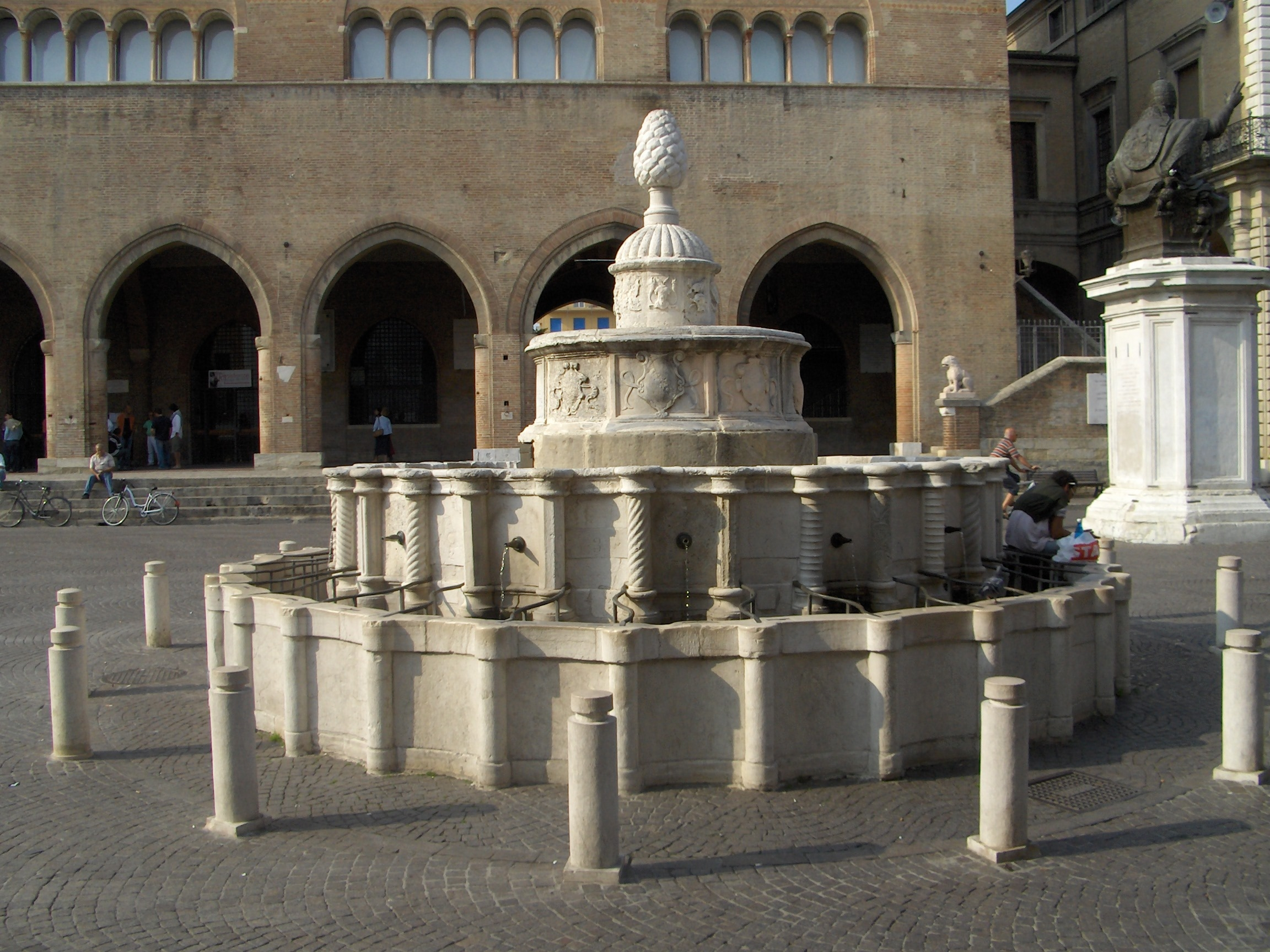
Fontana della Pigna
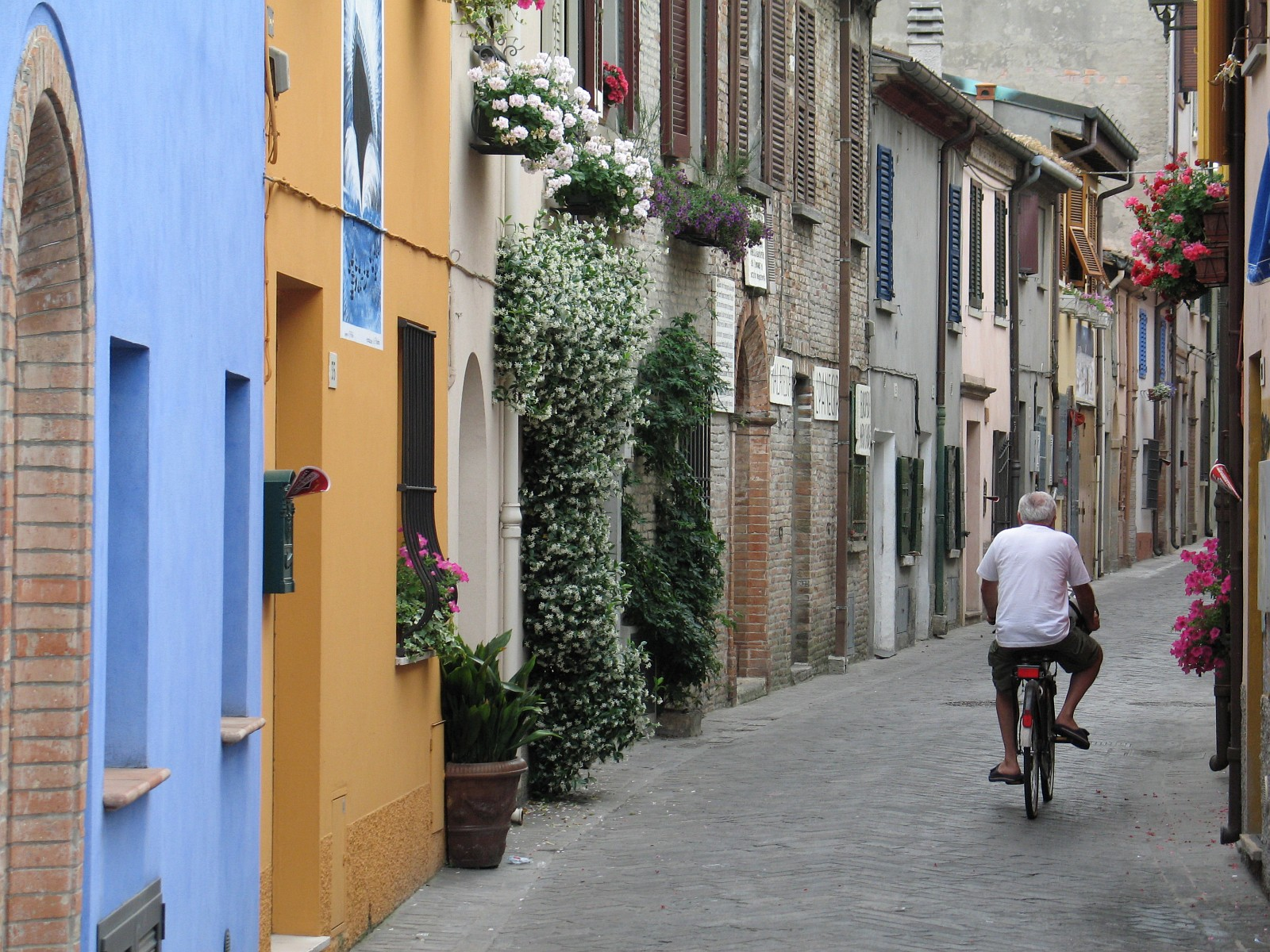
Via di Borgo San Giuliano
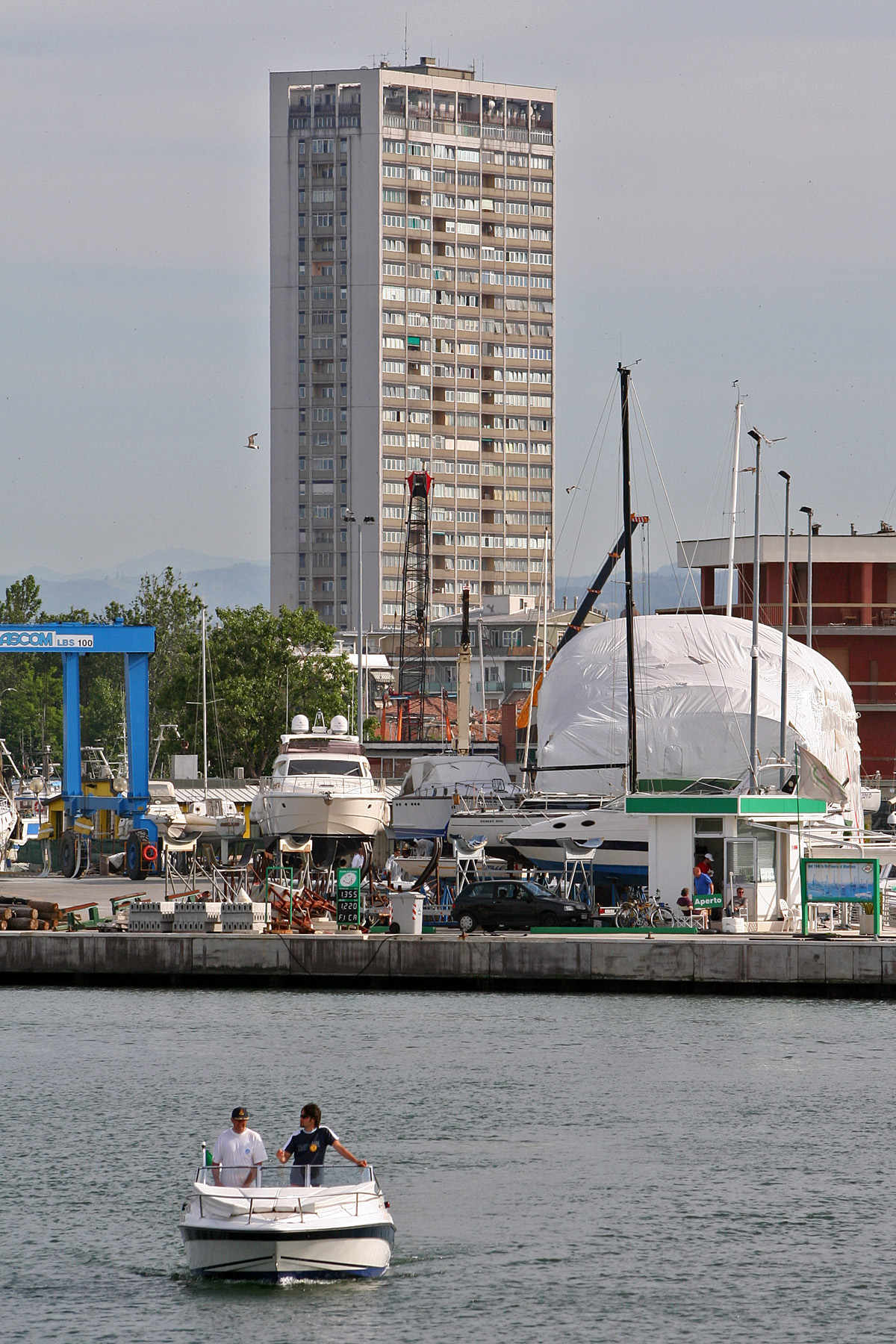
Grattacielo di Rimini
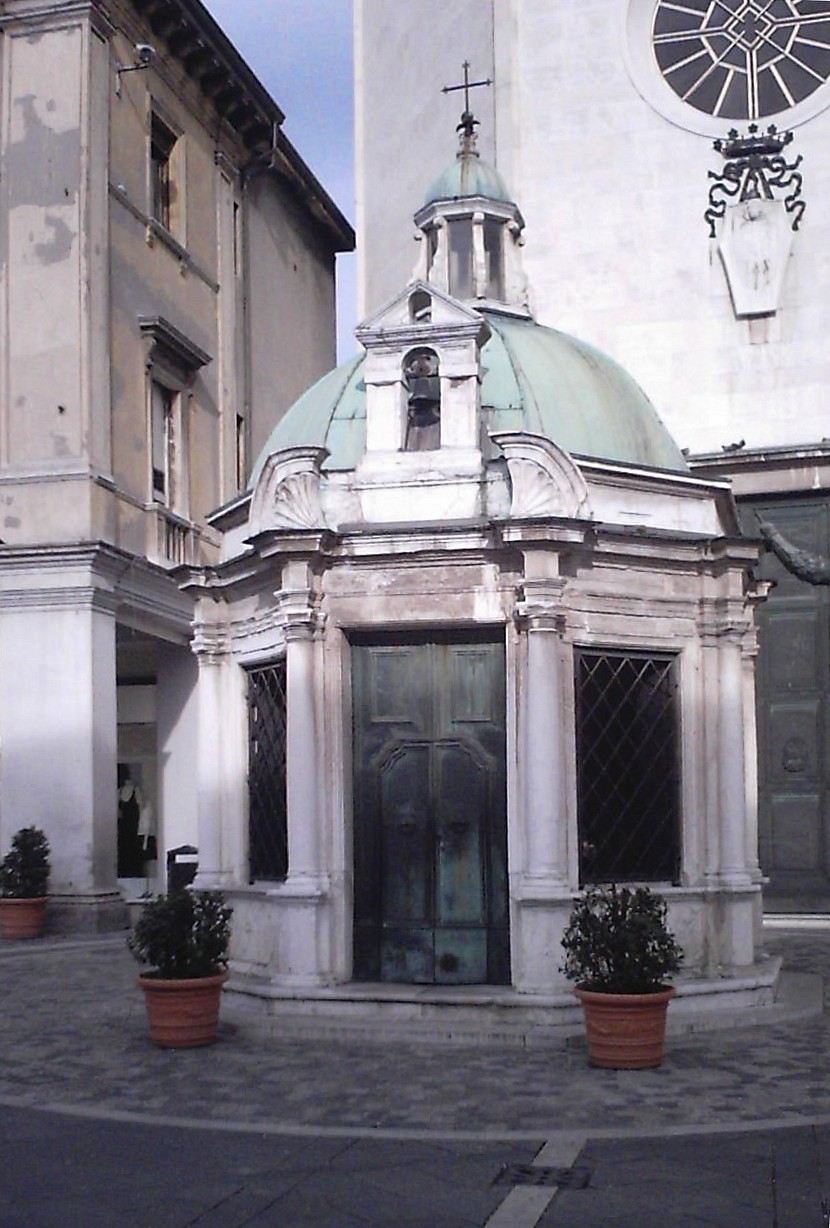
Rimini, Piazza Tre Martiri Tempietto del Bramante

1. ↑  "Superficie di Comuni Province e Regioni italiane al 9 ottobre 2011" (بالإيطالية). Istituto nazionale di statistica. Retrieved 2019-03-16.
2. ↑   https://it-ch.topographic-map.com/map-1vs8m2/Rimini/?zoom=19&center=44.06104%2C12.56627&popup=44.06112%2C12.56617. {{استشهاد ويب}}: |url= بحاجة لعنوان (مساعدة) والوسيط |title= غير موجود أو فارغ (من ويكي بيانات) (مساعدة)
3. ↑   https://demo.istat.it/?l=it. {{استشهاد ويب}}: |url= بحاجة لعنوان (مساعدة) والوسيط |title= غير موجود أو فارغ (من ويكي بيانات) (مساعدة)
4. ↑  GeoNames (بالإنجليزية), 2005, QID:Q830106
5. 1 2  الإدريسي (1154)، نزهة المشتاق في اختراق الآفاق، ص. 747، QID:Q1089336
6. ↑  بيانات من موقع ISTAT - Istituto nazionale di statistica (ISTAT);  اطلع عليه بتاريخ 28-12-2012. نسخة محفوظة 7 فبراير 2020 على موقع واي باك مشين.